# Runaway (bài hát của Janet Jackson)
"Runaway" là một bài hát của nghệ sĩ thu âm người Mỹ Janet Jackson nằm trong album tuyển tập hit đầu tiên của cô, Design of a Decade: 1986-1996 (1995). Được viết lời và sản xuất bởi Jackson cùng bộ đôi Jimmy Jam & Terry Lewis, nó được phát hành như là đĩa đơn đầu tiên trích từ album vào ngày 29 tháng 8 năm 1995 bởi A&M Records. Ban đầu, "Runaway" được dự định sẽ là một bản song ca giữa Jackson với người anh trai Michael Jackson của cô cho album trở lại của Michael, tuy nhiên, thay vào đó ông đã chọn "Scream". Đây là một bản nhạc pop và R&B xen lẫn những giai điệu của hip hop với những âm hưởng từ nhạc châu Phi và châu Á. Nhiều địa danh nổi tiếng cũng lần lượt được đề cập trong bài hát.
"Runaway" nhận được những phản ứng tích cực từ các nhà phê bình âm nhạc. Về mặt thương mại, nó trở thành đĩa đơn đầu tiên của một nghệ sĩ nữ trong lịch sử ra mắt ở top 10 trên bảng xếp hạng Billboard Hot 100 ở vị trí thứ 6, và sau đó vươn đến vị trí thứ 3. "Runaway" cũng rất thành công trên thị trường quốc tế, lọt vào top 10 ở nhiều quốc gia như Úc, Canada, Phần Lan, Ý, Ireland, New Zealand và Vương quốc Anh. Jackson đã biểu diễn bài hát này trong tất cả các chuyến lưu diễn của mình, sau khi phát hành.

## Danh sách bài hát
Ở nhiều khu vực, A&M phát hành "Runaway" cùng với "When I Think of You" như là một đĩa đơn mặt A đôi.
| Đĩa 12" đôi quảng cáo tại Mỹ (AMPRO 00092) 1. G.Man's Hip Hop Mix (hợp tác với Coolio) – 4:13 2. G.Man's Hip Hop mở rộng – 4:21 3. Silk's Old Skool Radio – 4:11 4. G.Man's Club Mix – 3:51 5. Kelly's Bump & Run Mix – 8:08 6. Kelly's Bump & Run Radio – 4:31 7. Silk's Old Skool 12" – 4:56 8. Torin's Chicago Underground – 4:34 9. Maestro's 95th & Ashland House Dub – 6:06 10. Steve "Silk" Hurley House Mix – 6:58 11. Jam & Lewis Street Mix Chỉnh sửa – 3:22 12. Jam & Lewis Ghetto Mix – 4:54 13. J.A.M. Session Mix – 3:39 14. Indasoul Mix – 3:38 Đĩa CD quảng cáo tại Mỹ (AMSAD 00065) 1. G.Man's Hip Hop Mix (hợp tác với Coolio) – 4:14 2. G.Man's Hip Hop Mix – 3:41 3. Silk's Old School Radio Mix (A/C Remix) – 4:11 4. Jam & Lewis Street Mix Chỉnh sửa – 3:22 5. J.A.M. Session Mix – 3:39 6. Jam & Lewis Ghetto Mix – 4:54 7. G.Man's Hip Hop mở rộng – 4:21 8. Indasoul Mix – 3:38 9. Kelly's Bump & Run Chỉnh sửa – 4:31 10. Junior's Unplugged Mix – 3:38 11. Steve "Silk" Hurley House Mix – 6:58 12. Junior's Factory Mix – 9:06 Đĩa CD quảng cáo tại Mỹ (AMCDP00073) 1. Bản LP – 3:34 Đĩa 12" đôi tại Vương quốc Anh (581 259-1) 1. Junior's Factory Mix – 9:06 2. Steve "Silk" Hurley House Mix – 6:58 3. Kelly's Bump & Run Mix – 8:08 4. Torin's Chicago Mix – 8:45 5. Junior's Unplugged Session – 3:30 6. The J.A.M. Session Mix – 3:41 Đĩa CD maxi tại Vương quốc Anh (581 197-2) / Đĩa CD tại Úc (581197-2) 1. Bản LP - 3:34 2. "When I Think of You" (David Morales House Mix '95 7" UK Chỉnh sửa) – 3:30 3. "When I Think of You" (David Morales Classic Club Mix) – 6:55 4. "When I Think of You" (David Morales Jazzy Mix UK Chỉnh sửa) – 10:18 Đĩa 12" tại Mỹ (31458 1225 1) / Đĩa CD maxi tại Mỹ (31458 1211 2) 1. Bản LP – 3:34 2. Junior's Factory Mix – 9:06 3. "When I Think of You" (Morales House Mix 95 mở rộng) – 7:41 4. "When I Think Of You" (Heller & Farley Project Mix) – 10:46 5. Junior's Unplugged Session – 3:30 | Đĩa 12" quảng cáo đôi tại Vương quốc Anh (12 AMPMDJ 025) 1. Junior's Factory Mix – 9:06 2. "When I Think of You" (Heller & Farley Project Mix) – 10:41 3. Junior's Factory Dub – 6:57 4. "When I Think of You" (Junior Trackhead Joint) – 7:08 5. Junior's Tribal Dub – 4:39 Đĩa 12" đôi quảng cáo tại Mỹ (AMPRO 00083) 1. Bản LP - 3:34 2. Junior's Factory Mix – 9:06 3. Junior's Tribal Dub – 4:40 4. Junior's Factory Dub – 6:57 5. Junior's Chant Mix – 9:20 6. "When I Think of You" (Classic Club Mix) – 6:56 7. "When I Think of You" (Morales House Mix 95 mở rộng) – 7:41 8. "When I Think of You" (Crazy Love Mix) – 8:44 9. "When I Think of You" (Incredible Boss Dub) – 7:10 10. "When I Think of You" (Jazzy Mix) – 10:19 11. "When I Think of You" (Heller & Farley Project Mix) – 10:41 12. Junior's Unplugged Mix – 3:30 Đĩa 12" quảng cáo đôi tại Vương quốc Anh (581 243-1) 1. Junior's Factory Mix – 9:06 2. Junior's Tribal Mix – 4:39 3. "When I Think of You" (Deep Dish Chocolate City Mix) – 9:35 4. "When I Think of You" (Deep Dish Quiet Storm Dub) – 7:50 5. "When I Think of You" (Dished Out Dub) – 11:30 Đĩa 12" tại Vương quốc Anh (581 209-1) 1. Bản LP - 3:34 2. "When I Think of You" (Heller & Farley Project Mix UK Chỉnh sửa) – 6:44 3. "When I Think of You" (David Morales House Mix '95 UK 12" Chỉnh sửa) – 6:17 4. "When I Think of You" (David Morales Crazy Love Mix UK Chỉnh sửa) – 7:09 Đĩa CD tại Mỹ (AM581194) / Canada (31458 1194 2) / Pháp (581196.2) / CD 3" tại Nhật (PODM-1057) 1. Bản LP – 3:34 2. "When I Think of You" (Morales House Mix 95 mở rộng) – 7:41 Đĩa 12" đôi tại Ý (IMP 522) 1. Junior's Factory Mix – 9:06 2. Junior's Tribal Dub – 4:39 3. Steve "Silk" Hurley House Mix – 6:58 4. Torin's Radio Chỉnh sửa – 4:40 5. Junior's Factory Dub – 6:57 6. Junior's Factory Mix với giọng mẫu – 6:55 7. "When I Think of You" (Deep Dish Chocolate City Mix) – 9:35 8. "When I Think of You" (Deep Dish Quiet Storm Dub) – 7:50 |

## Xếp hạng và chứng nhận
| Bảng xếp hạng (1995)                     | Vị trí cao nhất |
| ---------------------------------------- | --------------- |
| Úc (ARIA)                                | 8               |
| Bỉ (Ultratop 50 Flanders)                | 41              |
| Bỉ (Ultratop 50 Wallonia)                | 27              |
| Canada (RPM)                             | 2               |
| Canada Adult Contemporary (RPM)          | 1               |
| Canada Dance/Urban (RPM)                 | 3               |
| Đan Mạch (Tracklisten)                   | 10              |
| Châu Âu (European Hot 100 Singles)       | 35              |
| Phần Lan (Suomen virallinen lista)       | 8               |
| Pháp (SNEP)                              | 25              |
| Đức (Official German Charts)             | 39              |
| Ireland (IRMA)                           | 10              |
| Ý (Musica e dischi)                      | 3               |
| Nhật Bản (Japan Hot 100)                 | 7               |
| Hà Lan (Dutch Top 40)                    | 32              |
| Hà Lan (Single Top 100)                  | 28              |
| New Zealand (Recorded Music NZ)          | 3               |
| Scotland (OCC)                           | 8               |
| Thụy Điển (Sverigetopplistan)            | 25              |
| Thụy Sĩ (Schweizer Hitparade)            | 24              |
| Anh Quốc (OCC)                           | 6               |
| Anh Quốc R&B (OCC)                       | 3               |
| Hoa Kỳ Billboard Hot 100                 | 3               |
| Hoa Kỳ Adult Contemporary (Billboard)    | 7               |
| Hoa Kỳ Adult Pop Airplay (Billboard)     | 7               |
| Hoa Kỳ Dance Club Songs (Billboard)      | 8               |
| Hoa Kỳ Hot R&B/Hip-Hop Songs (Billboard) | 6               |
| Hoa Kỳ Pop Airplay (Billboard)           | 2               |
| Hoa Kỳ Rhythmic (Billboard)              | 3               |

| Bảng xếp hạng (1995)                 | Vị trí |
| ------------------------------------ | ------ |
| Australia (ARIA)                     | 37     |
| Canada (RPM)                         | 32     |
| Canada Adult Contemporary (RPM)      | 7      |
| Canada Dance (RPM)                   | 36     |
| Europe (European Hot 100 Singles)    | 90     |
| France (SNEP)                        | 95     |
| Japan (Japan Hot 100)                | 53     |
| Netherlands (Dutch Top 40)           | 248    |
| New Zealand (Recorded Music NZ)      | 26     |
| UK Singles (Official Charts Company) | 94     |
| US Billboard Hot 100                 | 29     |
| US Hot Dance Club Songs (Billboard)  | 7      |
| US Hot R&B/Hip-Hop Songs (Billboard) | 64     |
| Bảng xếp hạng (1996)                 | Vị trí |
| US Billboard Hot 100                 | 84     |

## Chứng nhận
| Quốc gia                                                                           | Chứng nhận | Số đơn vị/doanh số chứng nhận |
| ---------------------------------------------------------------------------------- | ---------- | ----------------------------- |
| Úc (ARIA)                                                                          | Vàng       | 35.000^                       |
| New Zealand (RMNZ)                                                                 | Vàng       | 5.000*                        |
| Hoa Kỳ (RIAA)                                                                      | Vàng       | 800,000                       |
| * Chứng nhận dựa theo doanh số tiêu thụ. ^ Chứng nhận dựa theo doanh số nhập hàng. |            |                               |